# Maria Rain (Austria)
Maria Rain (słoweń. Žihpolje) – gmina w Austrii, w kraju związkowym Karyntia, w powiecie Klagenfurt-Land. Liczy 2435 mieszkańców (1 stycznia 2015).